# الظاهریه، اعزاز
الظاهریه (به عربی: الظاهریة) یک روستا در سوریه است که در ناحیه صوران (حلب) واقع شده‌است. الظاهریه ۱۹۴ نفر جمعیت دارد.